# トロピリウム
トロピリウム (英: tropylium)、トロピリウムイオン とは、化学式が [C7H7]+ と表される7員環構造のカチオン性有機化学種。その名前はトロパンに、さらに遡るとアトロピンに由来する。1,3,5-シクロヘプタトリエンからヒドリドを1個除いたものにあたる。
このカチオンは平面型で、7角形の環状構造をとっている。π電子を6個持つことからヒュッケル則を満たし、芳香族性を示す。金属上への配位子となることもある。
|        |            |                |
| 構造式 | 球棒モデル | 空間充填モデル |

上の構造式は、7通りの極限構造式が共鳴したものであり、それぞれの炭素は1価の陽電荷を分け合い非局在化させている。

## 質量分析
質量分析において、トロピリウムイオンはしばしば m/z = 91 のシグナルを与える。このフラグメントはベンジル基を持つ芳香族化合物をイオン化したときに現れる。EI法では、ベンジルカチオン (C6H5CH2+) が遊離すると、転位反応を起こしてより安定なトロピリウムイオン (C7H7+) に変わり、検出される。